# Groene Zone in Bagdad

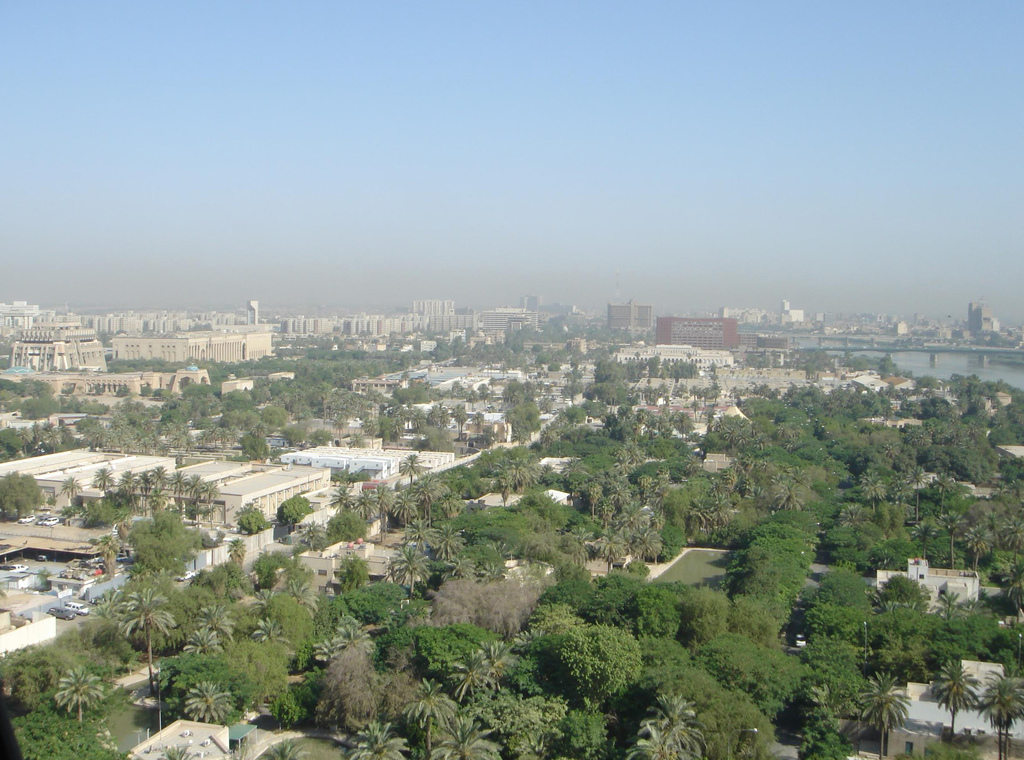
zicht op de groene zone in Bagdad

De Groene Zone (Arabisch: المنطقة الخضراء, al-minṭaqah al-ḫaḍrā) is de meest voorkomende naam voor de internationale zone van Bagdad. Het was een gebied van 10 vierkante kilometer in het Karkhdistrict in het centrum van Bagdad (Irak) dat het regeringscentrum was van de Coalition Provisional Authority tijdens de bezetting van Irak na de door Amerika geleide invasie van 2003 en nog steeds het centrum is van de internationale aanwezigheid in de stad. De officiële naam die begon onder de Iraakse interim-regering was de internationale zone, hoewel groene zone de meest gebruikte term blijft. De contrasterende Rode Zone verwijst naar delen van Bagdad direct buiten de perimeter, maar werd ook losjes toegepast op alle onbeveiligde gebieden buiten de off-site militaire posten. Beide termen zijn ontstaan als militaire aanduidingen.